# Santana III
Albums de Santana Band
Abraxas
(1970) Caravanserai
(1972)
Album solo par Carlos Santana
The Live Adventures of Mike Bloomfield and Al Kooper (avec Mike Bloomfield et Al Kooper) 
(1969) Carlos Santana and Buddy Miles! Live!
(1972)
Santana III est le 3e album studio du groupe rock latino Santana sorti en 1971.

## Titres

### Édition originale
1. Batuka (Areas, Brown, Carabello, Rolie, Shrieve) – 3:34
2. No One To Depend On (Escovedo, Rolie, Carabello) – 5:32
3. Taboo (Areas, Rolie) – 5:34
4. Toussaint L'Overture (Areas, Brown, Carabello, Rolie, Santana, Shrieve) – 5:57
5. Everybody's Everything (Brown, Moss, Santana) – 3:30
6. Guajira (Areas, Brown, Reyes) – 5:45
7. Jungle Strut (Ammons) – 5:23
8. Everything's Coming Our Way (Santana) – 3:15
9. Para Los Rumberos (Tito Puente) – 2:56

### Réédition
La réédition en CD de 2006 sous l'appellation Legacy Edition comprend quatre chansons bonus à la suite de l'album et un 2e CD live.

#### CD 1
1. Batuka (Areas, Brown, Carabello, Rolie, Shrieve) – 3:34
2. No One To Depend On (Escovedo, Rolie, Carabello) – 5:32
3. Taboo (Areas, Rolie) – 5:34
4. Toussaint L'Overture (Areas, Brown, Carabello, Rolie, Santana, Shrieve) – 5:57
5. Everybody's Everything (Brown, Moss, Santana) – 3:30
6. Guajira (Areas, Brown, Reyes) – 5:45
7. Jungle Strut (Ammons) – 5:23
8. Everything's Coming Our Way (Santana) – 3:15
9. Para Los Rumberos (Tito Puente) – 2:56
10. Gumbo
11. Folsom street-one
12. Banbeye
13. No one to depend on (single version)

#### CD 2
Live at the Fillmore West, July 4, 1971
1. Batuka
2. No one to depend on
3. Toussaint l'Overture
4. Taboo
5. Jungle strut
6. Black magic woman/gipsy queen
7. Incident at Neshabur
8. In a silent way
9. Savor
10. Para los rumberos
11. Gumbo

## Musiciens
- Carlos Santana – Guitare, chant sur Everything's Coming Our Way, chœurs, production
- Neal Schon – Guitare, production
- Gregg Rolie – Claviers, Piano, Chant, production
- David Brown – Basse, ingénieur du son, production
- Michael Shrieve – Batterie, Percussions, production
- José "Chepito" Areas – Percussions, Congas, Timbales, Batterie, production
- Mike Carabello – Percussions, Congas, Tambourin, Chœurs, production

## Musiciens additionnels
- Rico Reyes – Percussions, chœurs, chant sur Guajira
- Coke Escovedo – Percussions, chœurs
- Luis Gasca - Trompette sur Para los Rumberos
- Maria Ochoa - Piano solo sur Guajira
- Tower of Power – Cuivres sur Everybody's Everything
- Linda Tillery - Chœurs
- Greg Errico - Tambourin

## Certifications
| Pays              | Certification | Unités certifiées |
| ----------------- | ------------- | ----------------- |
| États-Unis (RIAA) | 2 × Platine   | 2 000 000         |